# Scopula kurilula
Scopula kurilula är en fjärilsart som beskrevs av Felix Bryk 1942. Scopula kurilula ingår i släktet Scopula och familjen mätare. Inga underarter finns listade.